# Tasmanalpina clavata
Tasmanalpina clavata is een rechtvleugelig insect uit de familie veldsprinkhanen (Acrididae). De wetenschappelijke naam van deze soort is voor het eerst geldig gepubliceerd in 1991 door Key.